# Abigail Kim
Abigail Kofi Kim, nota semplicemente come Abi Kim (Monrovia, 19 luglio 1998), è una calciatrice statunitense naturalizzata ghanese, attaccante del FOMGET e della nazionale ghanese.

## Biografia
Abigail nasce in Liberia il 19 luglio 1998. Successivamente si trasferisce negli Stati Uniti d'America a Vashon, nello stato di Washington. In campo ama giocare come attaccante esterno.

## Carriera

### Giovanili
Dopo aver intrapreso gli studi alla University of California Berkeley, si unisce alla squadra di calcio femminile universitario, le California Golden Bears o semplicemente Cal Bears. Nelle ultime quattro stagioni ha totalizzato 18 goal e 10 assist.

### Club
Nel gennaio 2020, la giocatrice, è stata scelta dagli Orlando Pride, che milita nella NWSL al terzo round del draft come scelta numero 26.
Il 2 luglio 2020, viene riportato il passaggio dall’Orlando Pride alla Fiorentina.. Successivamente il suo arrivo effettivo viene posticipato a causa delle procedure per il COVID-19 che le hanno impedito sino alla fine di settembre di poter approdare nel continente europeo. Il 17 ottobre 2020, infine, la società viola ufficializza l’acquisto effettivo. La calciatrice andrà a sostituire sulla fascia destra Alia Guagni, nel frattempo trasferitasi all'Atlético Madrid. Dopo soli quattro mesi, il 17 febbraio, Kim rescinde con le viola, tornando negli Stati Uniti per motivi familiari e firmando a inizio marzo di nuovo con l'Orlando Pride.

## Statistiche

### Presenze e reti nei club
Aggiornato al 23 maggio 2021.
| Stagione        | Squadra         | Campionato      | Campionato | Campionato | Coppe nazionali | Coppe nazionali | Coppe nazionali | Coppe continentali | Coppe continentali | Coppe continentali | Altre coppe | Altre coppe | Altre coppe | Totale | Totale |
| Stagione        | Squadra         | Comp            | Pres       | Reti       | Comp            | Pres            | Reti            | Comp               | Pres               | Reti               | Comp        | Pres        | Reti        | Pres   | Reti   |
| --------------- | --------------- | --------------- | ---------- | ---------- | --------------- | --------------- | --------------- | ------------------ | ------------------ | ------------------ | ----------- | ----------- | ----------- | ------ | ------ |
| 2020-2021       | Fiorentina      | A               | 6          | 1          | CI              | 3               | 0               | UWCL               | 1                  | 0                  | SI          | 2           | 1           | 12     | 2      |
| Totale carriera | Totale carriera | Totale carriera | 6          | 1          |                 | 3               | 0               |                    | 1                  | 0                  |             | 2           | 1           | 12     | 2      |